# Чемпионат СССР по тяжёлой атлетике 1950
25-й чемпионат СССР по тяжёлой атлетике прошёл с 14 по 16 мая 1950 года в Харькове (Украинская ССР). В нём приняли участие 94 атлета, которые были разделены на 6 весовых категорий и соревновались в троеборье (жим, рывок и толчок).

## Медалисты
| Категория                    | Золото                                       | Золото                       | Серебро                                | Серебро                      | Бронза                                   | Бронза                       |
| До 56 кг (легчайший вес)     | Иван Удодов «Динамо» Ростов-на-Дону          | 297,5 кг (87,5 + 90 + 120)   | Александр Донской «Спартак» Киев       | 292,5 кг (87,5 + 90 + 115)   | Магомед Яхьяев «Динамо» Махачкала        | 285 кг (77,5 + 90 + 117,5)   |
| До 60 кг (полулёгкий вес)    | Евгений Лопатин «Динамо» Москва              | 322,5 кг (97,5 + 100 + 125)  | Рафаэль Чимишкян «Динамо» Тбилиси      | 320 кг (95 + 100 + 125)      | Моисей Касьяник «Динамо» Тбилиси         | 315 кг (100 + 95 + 120)      |
| До 67,5 кг (лёгкий вес)      | Владимир Светилко «Динамо» Тбилиси           | 352,5 кг (110 + 107,5 + 135) | Василий Пивень «Динамо» Днепропетровск | 340 кг (105 + 102,5 + 132,5) | Гавриил Балашов «Спартак» Киев           | 337,5 кг (97,5 + 105 + 135)  |
| До 75 кг (средний вес)       | Юрий Дуганов «Большевик» Ленинград           | 385 кг (112,5 + 125 + 147,5) | Владимир Пушкарёв «Динамо» Москва      | 372,5 кг (110 + 117,5 + 145) | Мамия Жгенти «Динамо» Тбилиси            | 365 кг (107,5 + 112,5 + 145) |
| До 82,5 кг (полутяжёлый вес) | Аркадий Воробьёв Вооружённые Силы Свердловск | 412,5 кг (120 + 130 + 162,5) | Павел Кравченко «Динамо» Сталино       | 380 кг (120 + 110 + 150)     | Григорий Маликов Вооружённые Силы Москва | 375 кг (117,5 + 112,5 + 145) |
| Свыше 82,5 кг (тяжёлый вес)  | Яков Куценко «Локомотив» Киев                | 422,5 кг (135 + 127,5 + 165) | Николай Лапутин Вооружённые Силы Киев  | 420 кг (140 + 127,5 + 152,5) | Алексей Медведев «Крылья Советов» Москва | 407,5 кг (125 + 125 + 157,5) |